# Trattato di Soldin (1309)

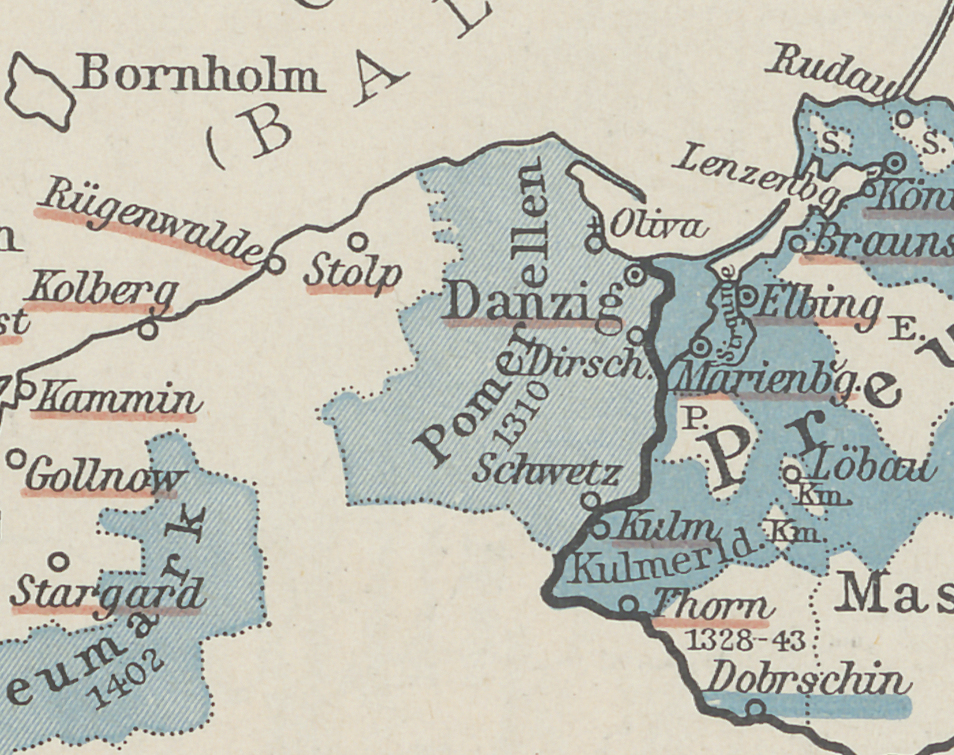
Pomerelia come parte dello stato monastico dei Cavalieri Teutonici poco dopo il 1308

Il trattato di Soldin (in tedesco Vertrag von Soldin) fu firmato il 13 settembre 1309 a Soldin (Myślibórz) da Valdemaro di Brandeburgo e dall'Ordine teutonico.
Nel 1308 l'Ordine aveva accettato di aiutare le forze polacche per riprendere la città di Danzica dai brandeburghesi, in cambio di poter presidiare un forte vicino per un anno. Tuttavia, durante l'assedio emersero delle contese circa l'entità del forte che sarebbe stato prestato ai Cavalieri, e dopo essere stati prese e per breve imprigionate, le truppe polacche lasciarono l'assedio. Dopo che conquistarono la città, i Cavalieri teutonici massacrarono gli abitanti e occuparono la città.
Tuttavia, all'Ordine mancava la base legale per la loro possessione di Danzica. Di conseguenza, acquistarono i diritti da Brandeburgo, nonché i diritti per la maggior parte della Pomerelia (Dirschau (Tczew), Schwetz (Świecie) e i loro dintorni) per 10000 marchi d'argento, nonostante il fatto che le iniziali rivendicazioni di Brandeburgo per Danzica e le aree circostanti erano esse stesse di dubbia legalità.
Il trattato fu successivamente confermato nel 1311 dall'imperatore eletto Enrico VII, ma è stato ripetutamente messo in discussione dai polacchi, portando alle guerre polacco-teutoniche.
Nel trattato di Kalisz (1343), il re polacco riconobbe finalmente le modifiche territoriali.
Il trattato diede all'Ordine teutonico il controllo del corso inferiore della Vistola, accesso diretto al mar Baltico attraverso Danzica, e una via continua verso il Sacro Romano Impero. Lo stesso anno fu firmato il trattato, la sede dell'ordine fu spostata da Venezia a Marienburg (Malbork).